# Скаген (тауншип, Миннесота)
Скаген (англ. Skagen) — тауншип в округе Розо, Миннесота, США. На 2000 год его население составило 235 человек.

## География
По данным Бюро переписи населения США площадь тауншипа составляет 90,9 км², из которых 90,8 км² занимает суша, a вода составляет 0,03 %.

## Демография
По данным переписи населения 2000 года здесь находились 235 человек, 88 домохозяйств и 68 семей.  Плотность населения —  2,6 чел./км².  На территории тауншипа расположено 96 построек со средней плотностью 1,1 построек на один квадратный километр. Расовый состав населения: 99,57 % белых и 0,43 % приходится на две или более других рас.
Из 88 домохозяйств в 38,6 % воспитывались дети до 18 лет, в 68,2 % проживали супружеские пары, в 6,8 % проживали незамужние женщины и в 21,6 % домохозяйств проживали несемейные люди. 17,0 % домохозяйств состояли из одного человека, при том 3,4 % из — одиноких пожилых людей старше 65 лет. Средний размер домохозяйства — 2,67, а семьи — 3,06 человека.
31,5 % населения — младше 18 лет, 4,3 % — в возрасте от 18 до 24 лет, 31,5 % — от 25 до 44, 24,3 % — от 45 до 64, и 8,5 % — старше 65 лет. Средний возраст — 36 лет. На каждые 100 женщин приходилось 111,7 мужчин.  На каждые 100 женщин старше 18 приходилось 111,8 мужчин.
Средний годовой доход домохозяйства составлял 37 188 долларов, а средний годовой доход семьи —  44 000 долларов. Средний доход мужчин —  28 846  долларов, в то время как у женщин — 23 000. Доход на душу населения составил 16 456 долларов. За чертой бедности находились 9,0 % семей и 9,4 % всего населения тауншипа, из которых 18,5 % младше 18 и 5,6 % старше 65 лет.